# Greene megye (Illinois)
Greene megye az Amerikai Egyesült Államokban, azon belül Illinois államban található. Megyeszékhelye Carrollton, legnagyobb városa White Hall. Lakosainak száma 11 985 fő (2020. április 1.). Greene megye Scott, Jersey, Calhoun, Morgan, Macoupin és Pike megyékkel határos.

## Népesség
A megye népességének változása:
| Lakosok száma | 13 876 | 13 839 | 13 622 | 13 629 | 13 241 | 11 985 |
|               | 2010   | 2011   | 2012   | 2013   | 2015   | 2020   |